# Borgio Verezzi
Bórgio Verèzzi ( Bórži Veréžžu - Veréžži oppure Bórzi - Veréssu in ligure) è un comune italiano di 2 112 abitanti della provincia di Savona in Liguria. La sede comunale è situata presso la frazione di Borgio. Per via del festival teatrale che vi si svolge ogni anno, è soprannominato il paese del teatro.

## Geografia fisica
Il comune è situato in prossimità della fascia costiera tra i centri di Finale Ligure, ad est, e Pietra Ligure ad ovest.

## Storia

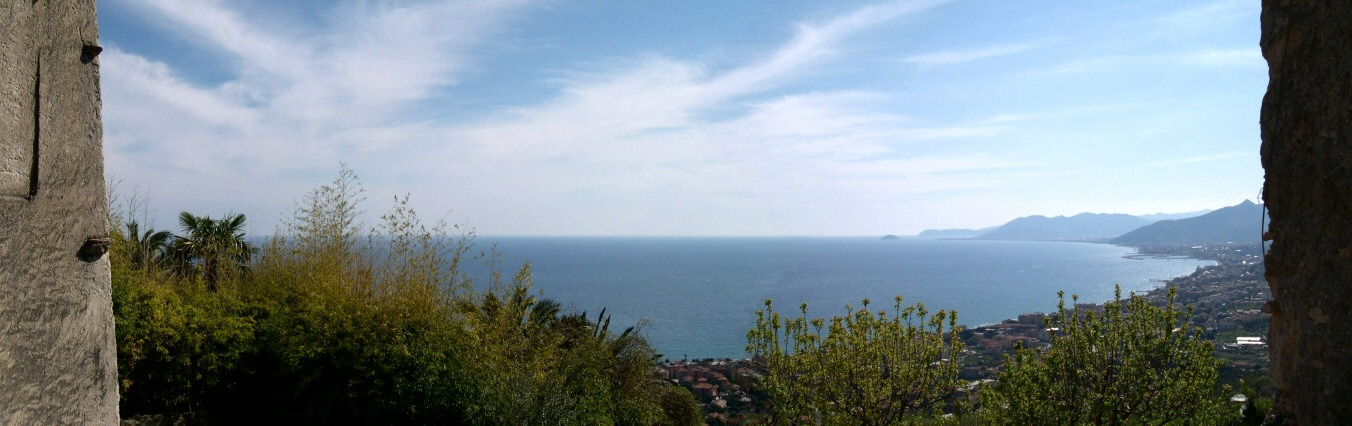
Il golfo della Riviera di Ponente di fronte a Borgio visto dalla Piazzetta Sant'Agostino a Verezzi

Nel 181 a.C., nelle vicinanze del monte Grosso, l'esercito romano, comandato da Lucio Emilio Paolo, sconfisse in una sanguinosa battaglia le tribù locali. Non fu facile per i Romani sconfiggere i Liguri, e questa vittoria fu fondamentale per la sottomissione del territorio. Anche dal primitivo borgo di Borgio passava da Vada Sabatia (l'attuale Vado Ligure) la romana via Julia Augusta, strada che corrisponderebbe all'odierna via Pian dei Rossi, con la stazione di sosta-manso di Pollupice.
In epoca medievale, una parte del Burgum Albinganeum e di Veretium (antichi nomi di Borgio e di Verezzi), già possedimenti del vescovo-conte di Albenga, rientrarono dal 1076 nei possedimenti dell'abbazia benedettina di San Pietro in Varatella presso Toirano; l'atto di cessione fu firmato dal vescovo ingauno Diodato.
Le due principali borgate furono quindi annesse, intorno al 1212, al ramo feudale dei Del Carretto del Finale (diventando, di fatto, località di confine tra le due marche Arduinica e Aleramica) salvo poi, nel 1216, ritornare tra i domini del vescovo di Albenga che inserì questa parte del territorio nella giurisdizione della castellania della Pietra.
Solamente nel 1385 papa Urbano VI, prigioniero nel Regno di Napoli e successivamente liberato anche grazie all'aiuto della Repubblica di Genova, per sdebitarsi con quest'ultima decise la cessione dei borghi di Pietra (citato come "borgo o castello della Pietra", l'attuale città di Pietra Ligure), Toirano, Giustenice, Borgio, Verezzi e altre terre nelle mani del doge Antoniotto Adorno e quindi della repubblica. Sotto il dominio genovese questa parte del territorio venne inserita nella podesteria della Pietra e ogni comunità aveva il compito di garantire la sicurezza e la difesa della giurisdizione. Sotto questo punto di vista la località di Borgio risultò però carente in quanto sprovvista di una postazione difensiva e tale mancanza, fondamentale per la sopravvivenza dei borghi in un periodo tormentato dai sempre più numerosi assalti dei pirati, fu colmata nel 1564 quando, su progetto di Antonio Rodaro, inviato a Borgio dal Senato della Repubblica, verranno edificati prima una torre, ancora oggi presente sul territorio borgese e poi un forte (1588), distrutto prima del 1789 per costruire, sulle sue fondamenta, l'attuale chiesa di San Pietro.

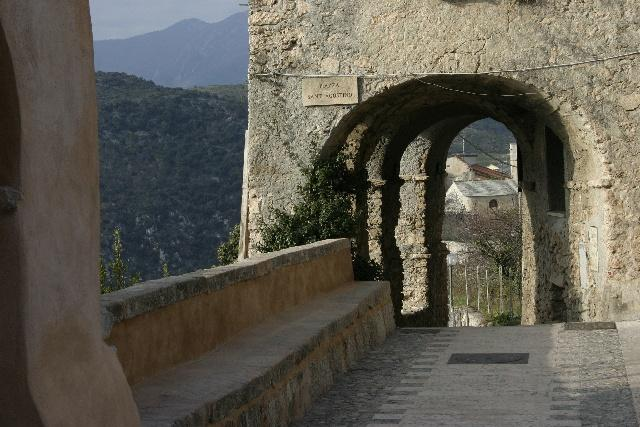
Belvedere e portici sulla piazza Sant'Agostino a Verezzi

Nel corso del XVII secolo vi fu un attacco da parte dei Savoia in varie podesterie liguri e proprio nel territorio della giurisdizione della Pietra, il 30 maggio del 1625, le truppe sabaude furono respinte dal loro cammino verso Genova.
Con la dominazione di Napoleone Bonaparte il territorio tra Borgio e Verezzi rientrò dal 2 dicembre 1797 nel Dipartimento del Letimbro, con capoluogo Savona, all'interno della Repubblica Ligure. Dal 28 aprile 1798 con i nuovi ordinamenti francesi, fece parte del III Cantone, con capoluogo Pietra, della Giurisdizione delle Arene Candide e dal 1803 centro principale del VI Cantone della Maremola nella Giurisdizione di Colombo. Annesso al Primo Impero francese dal 13 giugno 1805 al 1814 venne inserito nel Dipartimento di Montenotte.
Nel 1815 furono inglobati nella provincia di Albenga del Regno di Sardegna, così come stabilì il Congresso di Vienna del 1814, e successivamente nel Regno d'Italia dal 1861. Dal 1859 al 1927 il territorio fu compreso nel V mandamento di Pietra del circondario di Albenga facente parte della provincia di Genova; nel 1927 con la soppressione del circondario ingauno passò, per pochi mesi, nel circondario di Savona e, infine, sotto la neo costituita provincia di Savona.
Risale al 1933 l'unione dei due comuni di Borgio (sul mare) e Verezzi (in collina a 250 m s.l.m.) nel solo comune unito di Borgio Verezzi, abitati separati "geograficamente" ancora oggi.
Dal 1973 al 31 dicembre 2008 ha fatto parte della Comunità montana Pollupice.
Dal 4 dicembre 2014 alla primavera del 2015 ha fatto parte dell'Unione dei comuni della Riviera delle Palme e degli ulivi.

### Simboli
Stemma
Gonfalone

Lo stemma e il gonfalone sono stati concessi con decreto del presidente della Repubblica nº 1805 del 18 maggio 1977.

## Monumenti e luoghi d'interesse

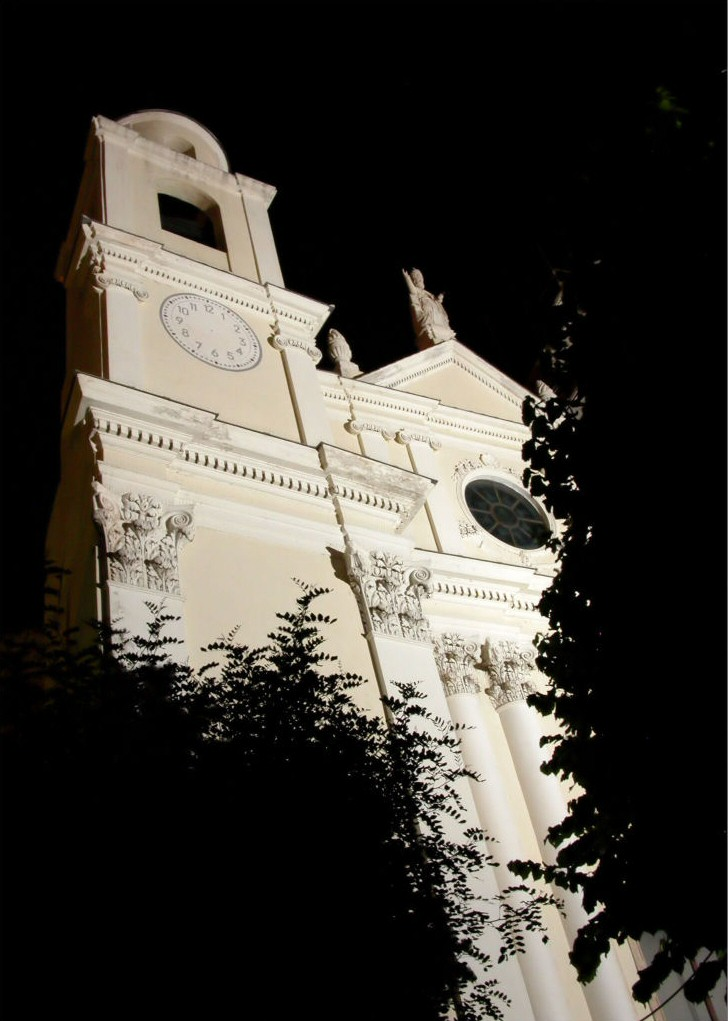
Un'immagine notturna della chiesa parrocchiale di San Pietro a Borgio

### Architetture religiose
- Chiesa parrocchiale di San Pietro presso il capoluogo di Borgio. La chiesa venne edificata sui resti dell'antico castello del Burgum Albinganeum nel 1789 con la conclusione dei lavori nel 1806-1808.
- Santuario della Madonna del Buon Consiglio presso il capoluogo di Borgio, all'interno del locale cimitero; l'attuale aspetto dell'edificio è risalente al tardo medioevo.
- Chiesa di Gesù Redentore presso il capoluogo di Borgio. L'edificio venne edificato negli anni settanta del Novecento, in stile architettonico contemporaneo e ad unica navata.
- Chiesa parrocchiale di San Martino Vescovo nella frazione di Verezzi, edificata tra il 1637 e il 1645[12].
- Chiesetta di Sant'Agostino, presso l'omonima piazzetta, sede dell'annuale festival teatrale, nella frazione di Verezzi. L'edificio è datato al XIV secolo[13].
- Santuario di Maria Regina nella frazione di Verezzi. Conosciuto anticamente come oratorio di Santa Maria Maddalena[14], la costruzione verrà edificata nei primi anni del XVII secolo[14]. Al suo interno, ad unica navata e in stile barocco[14], è conservata una statua della Madonna Regina con Gesù e angeli, datata al 1958 e opera dello scultore Luigi Santifaller di Ortisei[14]; dello stesso artista le statue dei santi Gioacchino e Anna, Gesù e san Giuseppe[14]. L'ultimo restauro interno è risalente al 1957 per volere di don Bruno Oddone[14].
- Chiesa di San Giuseppe nella frazione di Verezzi. Succursale della parrocchiale di San Martino, è un edificio moderno costruito nel 1963 su iniziativa di don Bruno Oddone[15]. Al suo interno è collocato un crocifisso della fine del XIX secolo[15], due statue in legno della Madonna e di San Giuseppe e una in gesso del Sacro Cuore di Gesù dei primi anni del XX secolo[15], restaurata nel 1998[15].
- Cappella dell'Immacolata Concezione nella frazione di Verezzi, di forme barocche, del 1621[16].
- Cappella dei Campi ubicata lungo la strada comunale che da Verezzi conduce alla frazione finalese di Gorra. Forse già presente in un periodo antecedente l'XI secolo[17], l'odierna struttura, così come attesta un'iscrizione scolpita nell'architrave della porta d'ingresso, è risalente al 1606[17]. Intorno al XVII secolo sarà parte integrante con la sottostante torre dei Sassetti[17], quest'ultima inglobata nelle mura verezzine e sede del capitano e dei soldati al servizio del marchesato di Finale[17]. La struttura è stata recuperata intorno agli anni sessanta del Novecento su iniziativa di don Bruno Oddone[17].

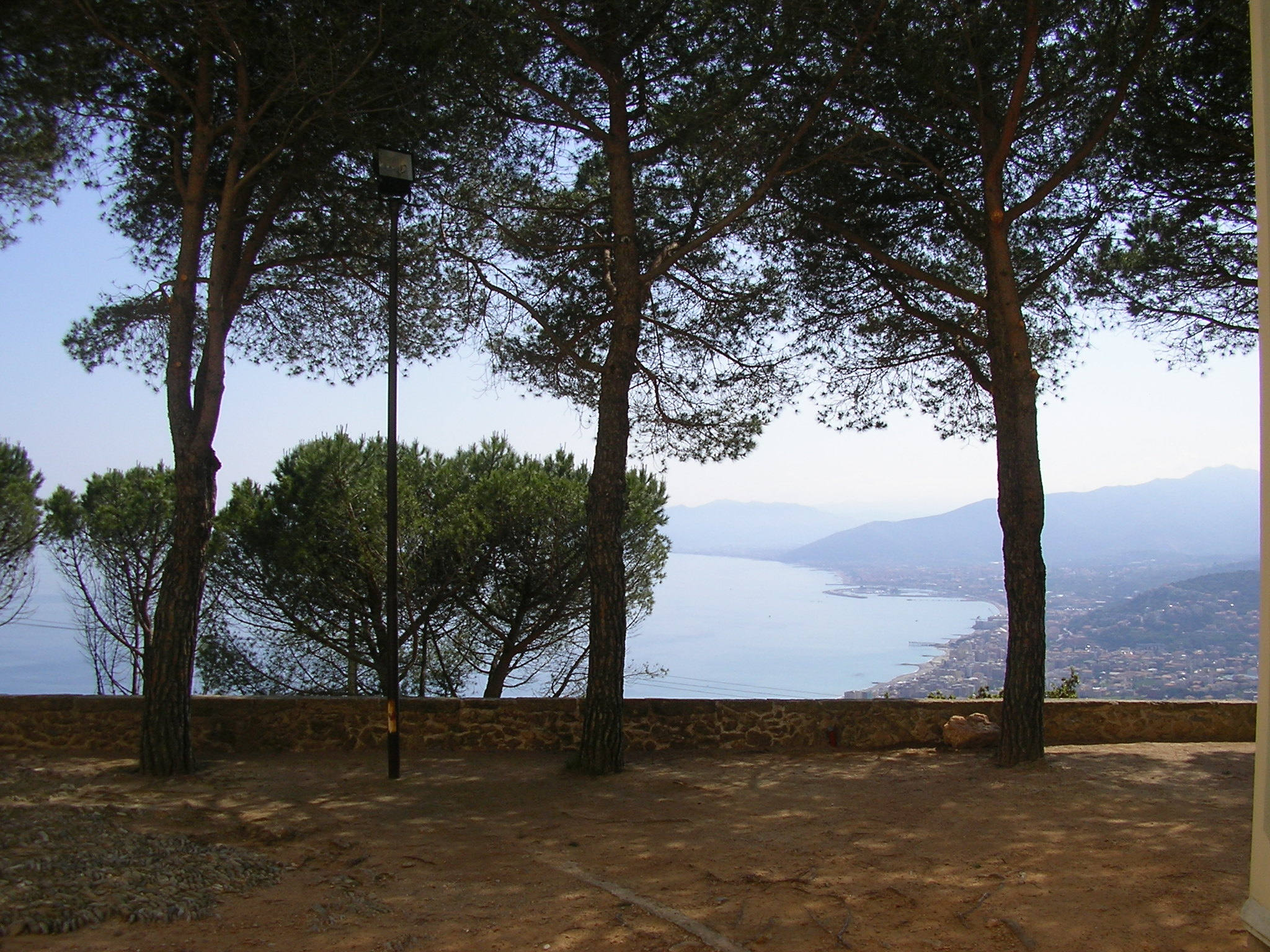
Panorama del Mar Ligure

### Architetture militari
- Torre d'avvistamento e difesa, presso il capoluogo di Borgio, edificata nel 1564 durante la dominazione genovese.

### Aree naturali
Le grotte di Borgio Verezzi, dette "Valdemino", sono un classico esempio di fenomeno carsico, la cui struttura è stata generata nel tempo dalla lenta erosione dell'acqua attraverso la roccia. La cavità è stata scoperta nel 1933.

## Società

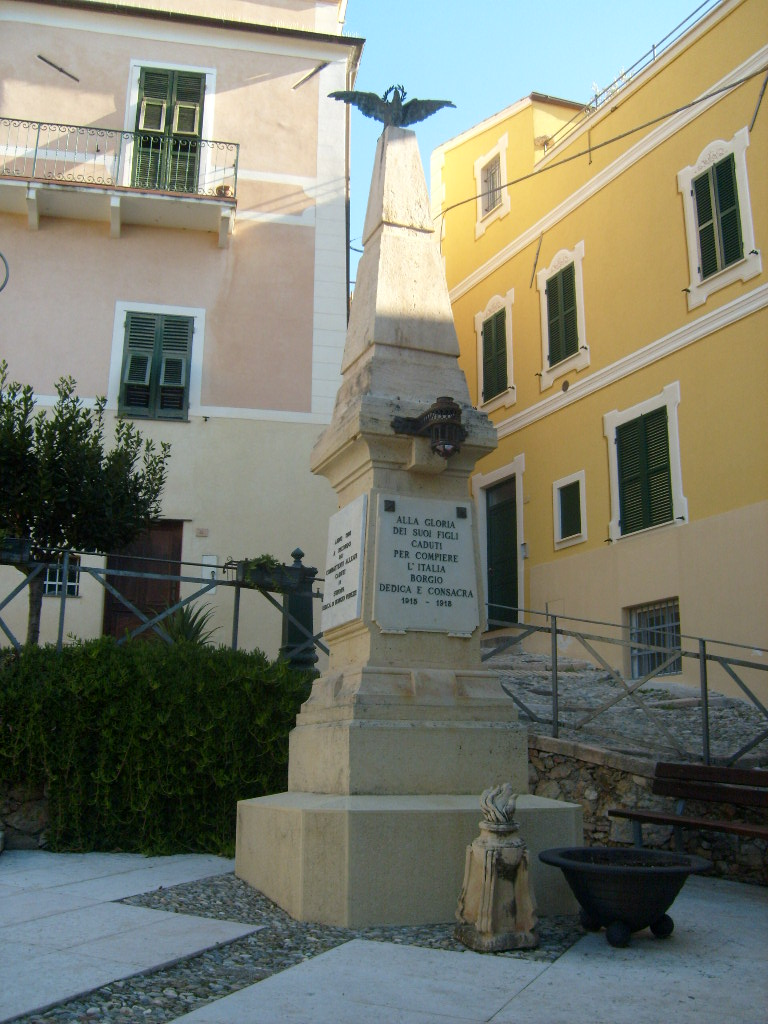
Monumento ai caduti a Borgio

### Evoluzione demografica
Abitanti censiti

### Etnie e minoranze straniere
Secondo i dati Istat al 31 dicembre 2019, i cittadini stranieri residenti a Borgio Verezzi sono 137, così suddivisi per nazionalità, elencando per le presenze più significative:
1. Albania, 46
2. Romania, 21

## Cultura

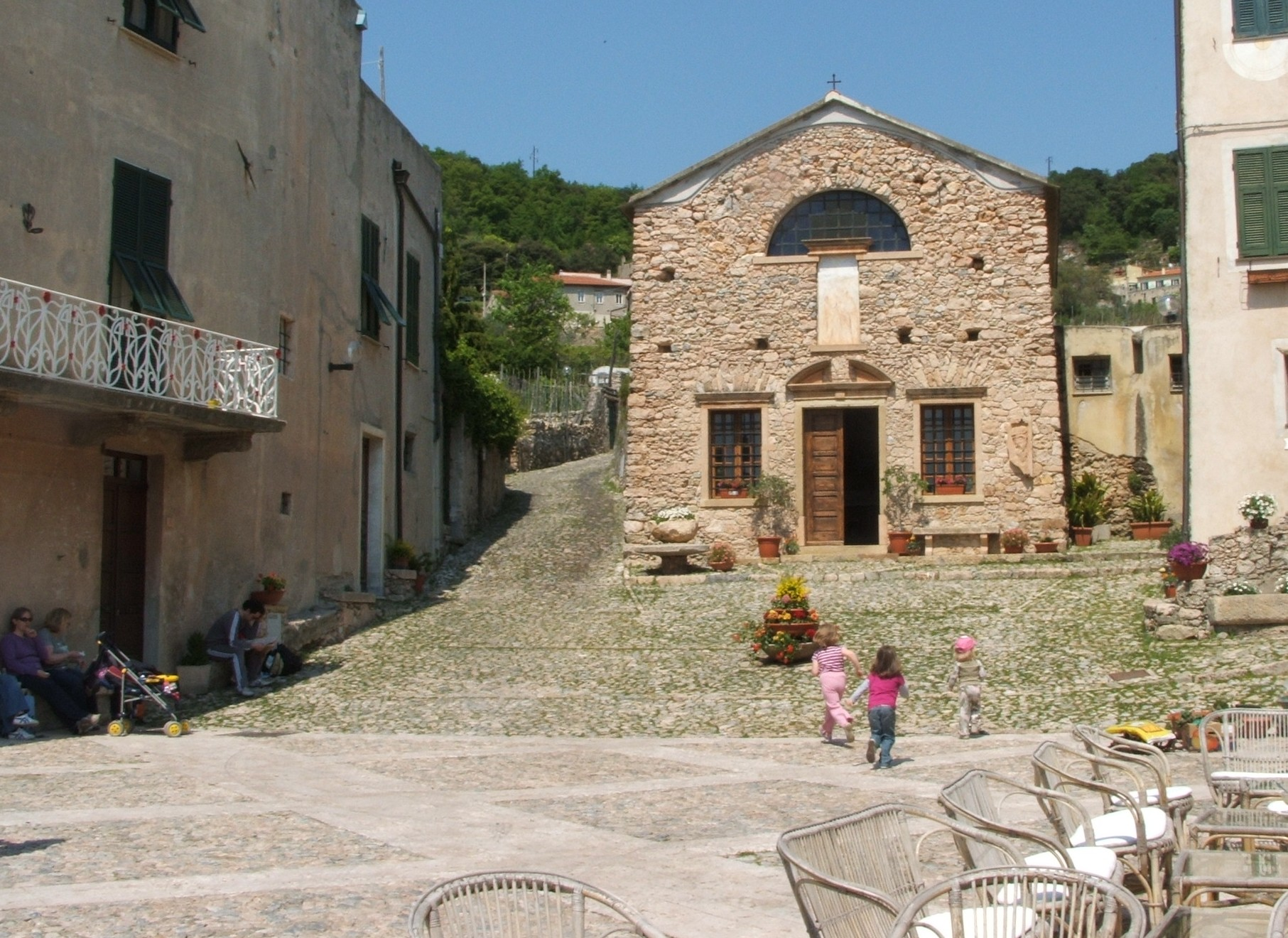
Piazza Sant'Agostino a Verezzi

### Eventi

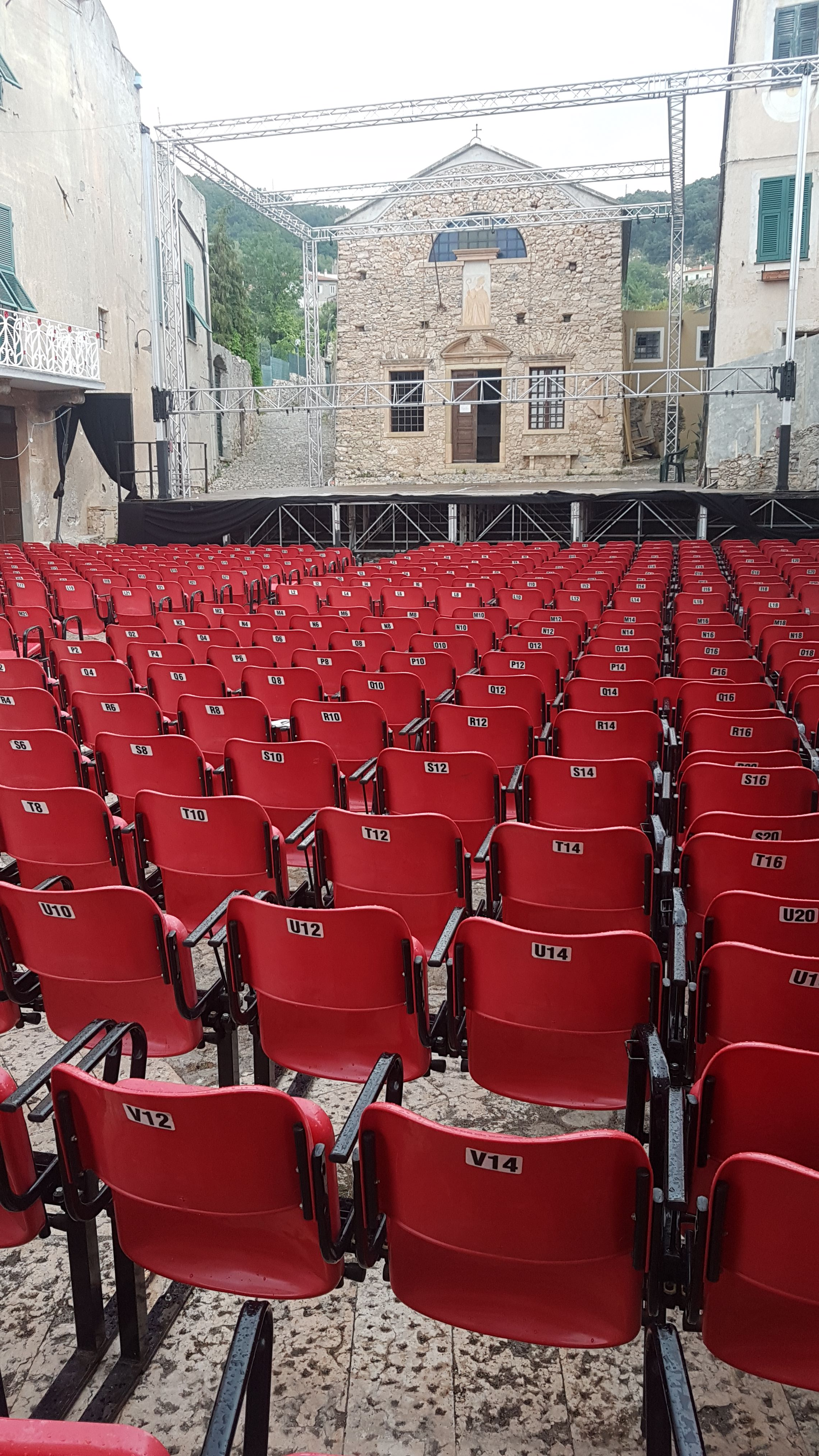
Piazza Sant'Agostino allestita per il Festival Teatrale del 2017

- Festival Teatrale di Borgio Verezzi. Il festival venne fondato da Enrico Rembado e Maria Valentinotti Rossi nel 1967[22], come iniziativa turistica a livello locale che prese, col tempo, prestigio fino ad affermarsi nell'ambito dei festival a livello nazionale. Il festival si svolge da sempre nel periodo estivo nel borgo antico di Verezzi, principalmente nei mesi di luglio/agosto, mettendo in scena i classici per eccellenza (tra cui Goldoni, Shakespeare, Pirandello); in seguito si è deciso di proporre un tema conduttore per affiancare ai classici anche spettacoli contemporanei o inusuali (da citare sicuramente l'Inferno e il Purgatorio dantesco, ambientati nelle vecchie cave dei fossili della collina verezzina, un percorso teatrale innovativo e decisamente suggestivo).

## Geografia antropica
Il territorio comunale è formato dalle due frazioni di Borgio (sede comunale) e di Verezzi e dai nuclei verezzini di Crosa, Piazza, Poggio e Roccaro per una superficie territoriale di 2,73 km².
Confina a nord con il comune di Tovo San Giacomo e Finale Ligure, a sud con il mar Ligure, ad ovest con Pietra Ligure, ad est con Finale Ligure.

## Economia
L'attività economica del territorio borgese e verezzino si basa principalmente sul turismo vacanziero, specie nella stagione estiva, e sull'attività legata all'escursionismo. In campo agricolo attiva è la coltivazione ortofrutticola, specie degli ulivi, mandorli, carrubi e alberi da frutta; limitata e locale è la produzione industriale nel settore alimentare dell'olio di oliva e vino.
A Borgio Verezzi viene e veniva estratto il marmo rosa di Verezzi, noto commercialmente come pietra di Verezzi o pietra Lara, un calcare naturale usato per gli interni.
La località ha ottenuto dalla FEE-Italia (Foundation for Environmental Education) il conferimento della bandiera blu per la qualità delle sue spiagge.
Il comune fa parte del circuito dei borghi più belli d'Italia.

## Infrastrutture e trasporti

### Strade
Il territorio di Borgio Verezzi è attraversato principalmente dalla strada statale 1 Via Aurelia che permette il collegamento stradale del capoluogo comunale di Borgio con Pietra Ligure, ad ovest, e Finale Ligure ad est. Una strada comunale permette invece il raggiungimento della frazione di Verezzi e le sue borgate.

### Ferrovie
Borgio Verezzi è dotata di una stazione ferroviaria sulla linea ferroviaria Genova-Ventimiglia, nel tratto compreso tra Savona e Ventimiglia.

## Amministrazione

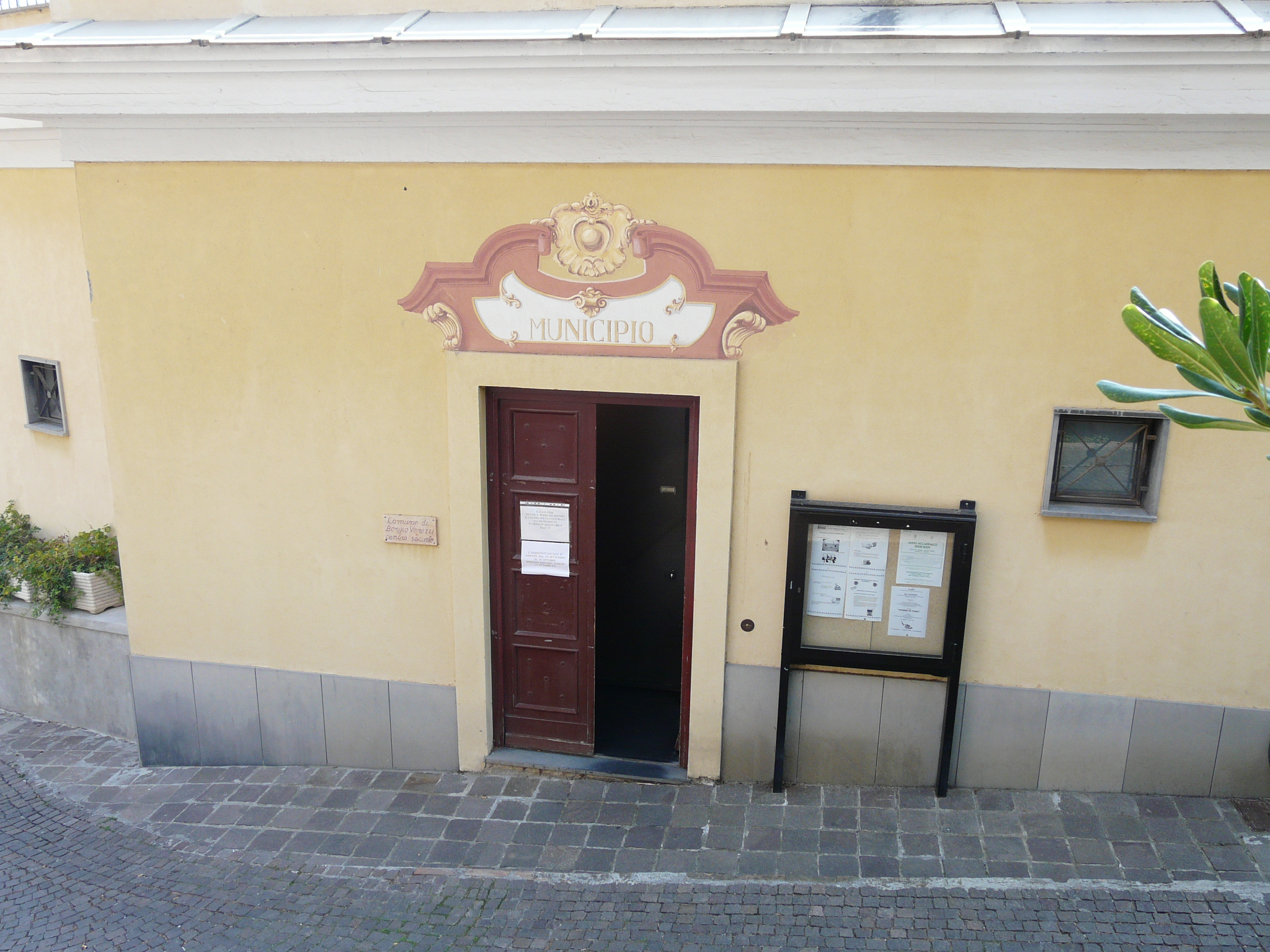
L'entrata del Centro Socio-Culturale nei pressi del Municipio

| Periodo        | Periodo        | Primo cittadino | Partito                                     | Carica  | Note |
| -------------- | -------------- | --------------- | ------------------------------------------- | ------- | ---- |
| 8 luglio 1988  | 7 giugno 1993  | Enrico Rembado  | Partito Repubblicano Italiano               | Sindaco |      |
| 7 giugno 1993  | 28 aprile 1997 | Enrico Rembado  | Democrazia Cristiana                        | Sindaco |      |
| 28 aprile 1997 | 14 maggio 2001 | Enrico Rembado  | L'Ulivo                                     | Sindaco |      |
| 14 maggio 2001 | 30 maggio 2006 | Giovanni Vadora | lista civica                                | Sindaco |      |
| 30 maggio 2006 | 16 maggio 2011 | Giovanni Vadora | lista civica                                | Sindaco |      |
| 16 maggio 2011 | 6 giugno 2016  | Renato Dacquino | Borgio Verezzi Viva (lista civica)          | Sindaco |      |
| 6 giugno 2016  | 4 ottobre 2021 | Renato Dacquino | Borgio Verezzi Viva (lista civica)          | Sindaco |      |
| 4 ottobre 2021 | in carica      | Renato Dacquino | Nuova via per Borgio Verezzi (lista civica) | Sindaco |      |

## Sport

### Calcio
- U.S.D. Borgio Verezzi, militante nel campionato di Prima Categoria.